# Okres Plzeň-město
Plzeň-město (Nederlands: Pilsen-Stad) is een district (Tsjechisch: Okres) in de Tsjechische regio Pilsen. De hoofdstad is Pilsen (Plzeň). Het district bestaat uit 15 gemeenten (Tsjechisch: Obec). Voor 1 januari 2007 bestond dit district alleen uit de statutaire stad Pilsen. Op die datum zijn er veertien gemeenten toegevoegd, die daarvoor bij de naburige districten Plzeň-sever en Plzeň-jih hoorden.

## Lijst van gemeenten
De obcí (gemeenten) van de okres Plzeň-město. De vetgedrukte plaatsen hebben stadsrechten.
Dýšina - Chrást - Chválenice - Kyšice - Letkov - Lhůta - Losiná - Mokrouše - Nezbavětice - Nezvěstice - Plzeň - Starý Plzenec - Šťáhlavy - Štěnovický Borek - Tymákov

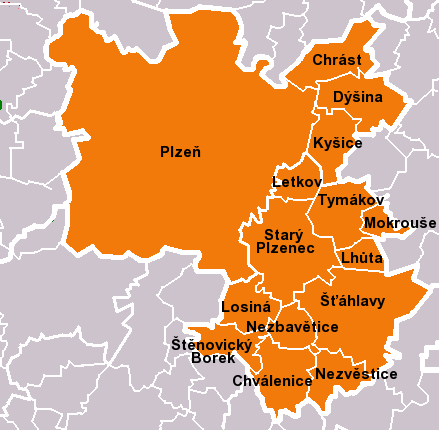
Gemeenten van okres Plzeň-město

Domažlice · Klatovy · Plzeň-jih · -město · -sever · Rokycany · Tachov